# 도날드스 오스트리치
도날드스 오스트리치(Donald's Ostrich)는 미국에서 제작된 잭 킹 감독의 1937년 애니메이션, 가족, 코미디 영화이다. 엘비아 알먼 등이 주연으로 출연하였다.

## 출연

### 주연
- 엘비아 알먼
- 빌리 블레처
- 핀토 콜비그
- 클로렌스 내쉬